# Lothar Ruppert

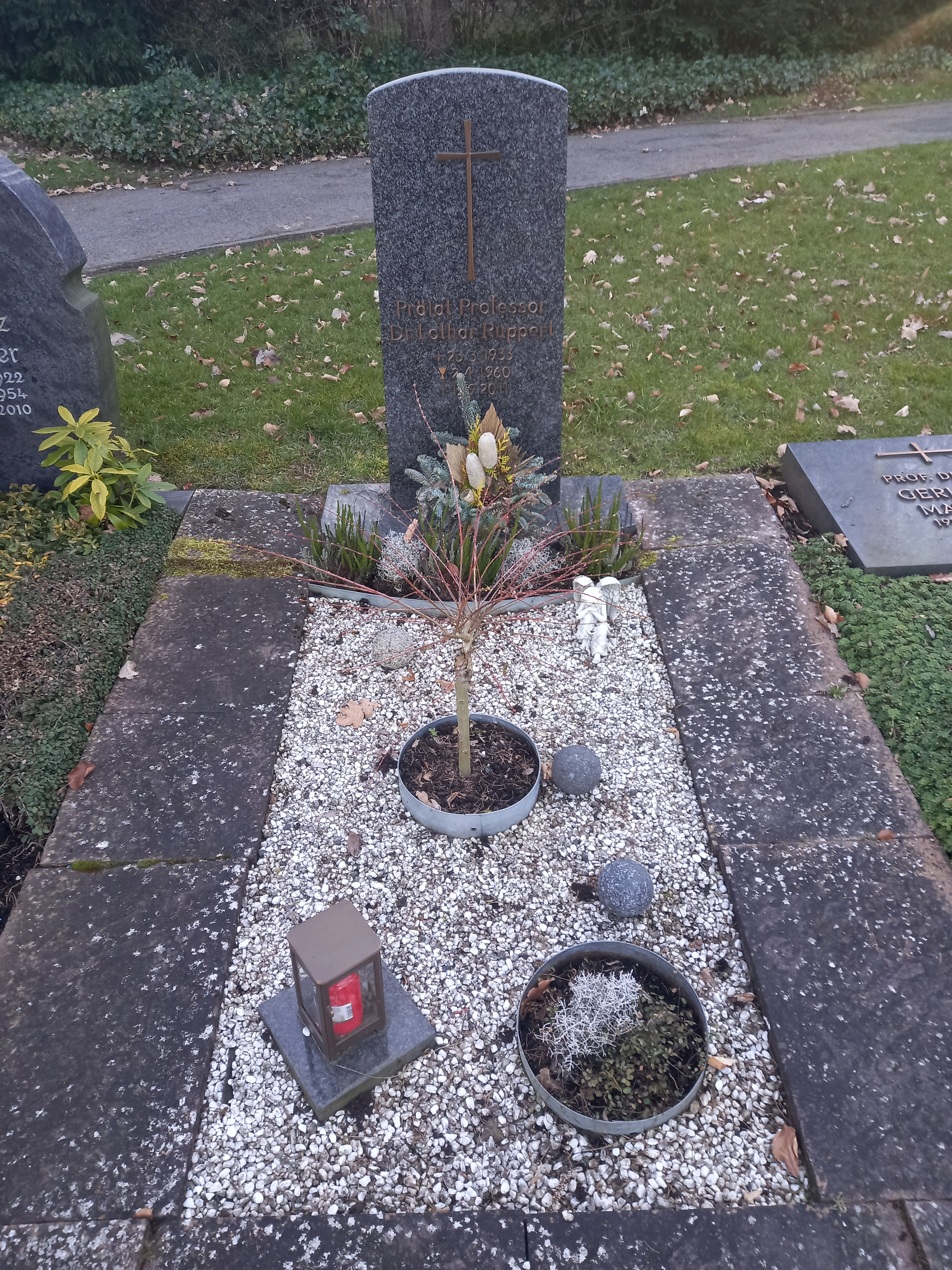
Das Grab von Lothar Ruppert auf dem Friedhof Frauenberg in Fulda

Lothar Ruppert (* 23. März 1933 in Neuenberg bei Fulda; † 17. September 2011 in Fulda) war ein römisch-katholischer Theologe. Er war Professor für Exegese des Alten Testaments an der Theologischen Fakultät der Albert-Ludwigs-Universität Freiburg.

## Leben
Nach dem Abitur 1953 an der Fuldaer Rabanus-Maurus-Schule studierte er Theologie und Philosophie in Fulda und Würzburg. Lothar Ruppert empfing am 2. April 1960 in Fulda die Priesterweihe durch Bischof Adolf Bolte. Nach zweijähriger Tätigkeit als Kaplan setzte er seine theologischen und bibelwissenschaftlichen Studien an die Universität Würzburg fort und wurde 1964 mit der Arbeit „Die Josephserzählung der Genesis – Ein Beitrag zur Theologie der Pentateuchquellen“ zum Doktor der Theologie promoviert. Von 1964 bis 1968 war er wissenschaftlicher Assistent am Theologischen Seminare der Westfälischen Wilhelms-Universität Münster. Nach einem Forschungsaufenthalt am Päpstlichen Bibelinstitut in Rom habilitierte sich Lothar Ruppert 1970 an der Theologischen Fakultät der Universität Würzburg als Stipendiat der Deutschen Forschungsgemeinschaft mit der Schrift „Passio iusti. Eine motivgeschichtliche Untersuchung zum Alten Testament und zwischentestamentlichen Judentum.“ und erhielt die venia legendi für das Fach „Alttestamentliche Exegese und biblisch-orientalische Sprachen“. Er hatte zunächst einen Lehrauftrag an der Theologischen Fakultät Fulda inne, später auch an der Würzburger Universität und am Katholisch-Theologischen Seminar in Marburg.
1971 erhielt Lothar Ruppert einen Ruf auf die Professur für Alttestamentliche Exegese an der Katholisch-Theologischen Fakultät der noch jungen Universität Bochum. Von hier wechselte er 1984 an die Theologische Fakultät der Albert-Ludwigs-Universität Freiburg, wo er bis zu seiner Emeritierung 1998 als Ordentlicher Professor den Arbeitsbereich Alttestamentliche Literatur und Exegese leitete.

## Wirken
Einen besonderen Schwerpunkt seiner wissenschaftlichen Arbeit bildete die Pentateuchforschung und hier vor allem das Buch Genesis. Weitere Forschungsschwerpunkte war die alttestamentlicher Motivgeschichte und der Theologie der Prophetenschriften, der Psalmen und spättestamentlichen Schriften, vor allem dem „Buch der Weisheit“, aber auch den frühjüdischen Apokryphen einschließlich der Qumranschriften sowie der Etymologie und Semantik hebräischer Worte.
Ruppert hat zahlreiche wissenschaftliche Arbeiten veröffentlicht, darunter „Die Interpretation der Bibel in der Kirche“. Er war Doktorvater unter anderem von Bernd Willmes und Friedrich Diedrich.
Er war von 1980 bis 2007 Mitglied des Wissenschaftlichen Beirats des Johann-Adam-Möhler-Institut für Ökumenik in Paderborn und von 1988 bis 2001 Mitglied der Päpstlichen Bibelkommission.

## Ehrungen und Auszeichnungen
- 1988 – Berufung in die Päpstliche Bibelkommission durch Papst Johannes Paul II.
- 1988 – „Päpstlicher Ehrenkaplan“ (Monsignore)
- 2003 – „Päpstlicher Ehrenprälat“

## Werke (Auswahl)
- Die Josephserzählung der Genesis. Ein Beitrag zur Theologie der Pentateuchquellen (Studien zum Alten und Neuen Testament, Bd. 11), München 1965. (Diss. theol.)
- Der leidende Gerechte. Eine motivgeschichtliche Untersuchung zum Alten Testament und zwischentestamentlichen Judentum (Forschungen zur Bibel, Bd. 5), Würzburg (Echter) 1972. (Diss. habil.)
- Das Buch Genesis, 2 Bde. (Geistliche Schriftlesung: Altes Testament, Bd. 6/1–2), 2. Aufl., Düsseldorf 1984.
- Genesis. Ein kritischer und theologischer Kommentar. 1. Teilband: Gen 1,1-11,26 (Forschungen zur Bibel, Bd. 70), 2. korrigierte und ergänzte Aufl., Würzburg 2003 (1. Aufl. 1992).
- Genesis. Ein kritischer und theologischer Kommentar. 2. Teilband: Gen 11,27-25,18 (Forschungen zur Bibel, Bd. 98), Würzburg 2002.
- Genesis. Ein kritischer und theologischer Kommentar. 3. Teilband: Gen 25,19-36,43 (Forschungen zur Bibel, Bd. 106), Würzburg 2005.
- Genesis. Ein kritischer und theologischer Kommentar. 4. Teilband: Gen 37,1-50,26 (Forschungen zur Bibel, Bd. 118), Würzburg 2008.